# Igreja de Nossa Senhora da Oliveira (Samora Correia)
A Igreja de Nossa Senhora da Oliveira, ou Igreja Paroquial de Samora Correia, localiza-se em Samora Correia, no Município de Benavente, Portugal.
A Igreja de Nossa Senhora da Oliveira, incluindo os altares de talha dourada, os painéis de azulejo e as pinturas murais, está classificada como Imóvel de Interesse Público desde 1957.

## História
Em 1718, a Igreja existente em Samora Correia foi destruída, para dar lugar à actual Igreja Matriz, consagrada a Nossa Senhora de Oliveira, Padroeira da freguesia. 
A actual Igreja Matriz de Samora Correia, foi inaugurada e benzida em 1721, tendo sido mandada construir pelo Pároco Freire Henrique da Silva Araújo, da Ordem de Sant'lago da Espada. Para além de ser dedicada à padroeira, Nossa Senhora de Oliveira, consagra-se também, como monumento em honra do Apóstolo São Tiago Maior e da Ordem.
A sua área coberta é de 650 m2 e o átrio vedado com gradeamento de ferro, é de 374,5 m2. Mede 14 metros, aos quais acrescentamos mais 6 metros da base das torres sineiras até ao pináculo. 
Os azulejos que revestem as suas paredes interiores, datam do século XVIII e fazem alusão ao Apóstolo São Tiago. Sobre um grande painel de jarras e florões de variada qualidade, desenham-se quadros da vida de São Tiago Maior, em dois maravilhosos e extensos painéis centrais, de 16 metros de comprimento por quase 2 de altura, ladeados de outros menores. 
A partir do século XII, São Tiago é apresentado como Apóstolo, pregando e ensinando, guerreiro geralmente a cavalo e com escudo, ou peregrino com manto, bordão, cabaça, largo chapéu e bolsa de couro presa á cintura. Só na Igreja de Samora Correia, ele aparece representado como peregrino-guerreiro, ao mesmo tempo, combatendo a pé, com hábito de peregrino e escudo de guerreiro. 
Os painéis estão simplesmente assinados por P.M.P.. 
Os terramotos de 1755 e 1909, provocaram vários danos, entre os quais o derrube de muitos azulejos, que depois foram colados á sorte e sem nexo, tendo portanto, ficado os painéis um pouco desfigurados. 
O altar-mor é em talha dourada, com a imagem da padroeira; do lado oposto ao da epístola, encontra-se um peque no retábulo com a imagem de Nossa Senhora do Ó.